# Municipio de Oswego (Illinois)
El municipio de Oswego (en inglés: Oswego Township) es un municipio ubicado en el condado de Kendall en el estado estadounidense de Illinois. En el año 2010 tenía una población de 50870 habitantes y una densidad poblacional de 483,97 personas por km².

## Geografía
El municipio de Oswego se encuentra ubicado en las coordenadas 41°40′34″N 88°19′5″O / 41.67611, -88.31806. Según la Oficina del Censo de los Estados Unidos, el municipio tiene una superficie total de 105.11 km², de la cual 103.46 km² corresponden a tierra firme y (1.57%) 1.65 km² es agua.

## Demografía
Según el censo de 2010, había 50870 personas residiendo en el municipio de Oswego. La densidad de población era de 483,97 hab./km². De los 50870 habitantes, el municipio de Oswego estaba compuesto por el 83.6% blancos, el 5.63% eran afroamericanos, el 0.24% eran amerindios, el 4.08% eran asiáticos, el 0.04% eran isleños del Pacífico, el 4.03% eran de otras razas y el 2.38% pertenecían a dos o más razas. Del total de la población el 13.89% eran hispanos o latinos de cualquier raza.